# Diego Padrón Sánchez
Diego Padrón Sánchez, né le 17 mai 1939 à Montalbán, est un prélat catholique vénézuélien, archevêque émérite de Cumaná. Le 9 juillet 2023, le pape François annonce sa création comme cardinal le 30 septembre 2023.

## Biographie
Né le 17 mai 1939 à Montalbán, il poursuit ses études secondaires au petit séminaire de Valencia et ses études de philosophie et de théologie au grand séminaire de Caracas. Il est ordonné prêtre le 4 août 1963 pour l'archidiocèse de Valencia. Il travaille dans l'éducation, notamment au séminaire de Valencia puis est curé. Il a ensuite obtenu une licence en Écriture Sainte à l'Institut biblique pontifical de Rome de 1979 à 1983.
À nouveau curé, il est en même temps enseignant au séminaire de Valencia et au séminaire interdiocésain de Caracas, où il enseigne la théologie biblique. 
Le 4 avril 1990, le pape Jean-Paul II le nomme évêque auxiliaire de Caracas. Il est ordonné évêque le 27 mai 1990 par le cardinal José Lebrún Moratinos. Le 7 mai 1994, il est nommé évêque de Maturín. Le 27 mars 2002, il est nommé archevêque de Cumaná. De 2012 à 2018, il est aussi président de la Conférence épiscopale vénézuélienne.
Le 24 mai 2018, il quitte ses fonctions d'archevêque de Cumaná, pour raison d'âge, 4 ans après la limite habituelle fixée à 75 ans. Le 9 juillet 2023, le pape François annonce qu'il sera créé cardinal non-électeur le 30 septembre 2023. A cette occasion il reçoit le titre de cardinal-prêtre de San Gaetano. Ayant déjà dépassé les quatre-vingts ans au moment de l’annonce, il n’aura pas le droit d’entrer en conclave et d’être membre des dicastères de la Curie romaine, conformément à l’art. II § 1-2 du motu proprio Ingravescentem Aetatem, publié par le pape Paul VI le 21 novembre 1970.